# Villa Buonamici a Savignano
Villa Buonamici, precedentemente chiamata villa Migliorati dal nome delle prime due nobili famiglie pratesi che ne furono proprietarie, si trova a Savignano, nel comune di Vaiano, in provincia di Prato. Si tratta di una struttura medioevale fortificata, trasformata nel cinque-seicento. Testimonianze datate della trasformazione si trovano ancora oggi in alcuni locali della struttura e riportano le date del 1628,1632 e 1658. 
La villa è ora privata, tuttavia è possibile vederne l'esterno; di particolare interesse sono la facciata principale e il giardino. Il tipico portale a sesto acuto in pietra alberese dell'attuale facciata, testimonia che in origine, nel 1300, si trattasse di una torre di avvistamento fatta costruire dalla famiglia Migliorati a difesa del borgo e della valle e trasformata in epoche successive dai Buonamici in abitazione, con la costruzione delle finestre e del tetto al posto delle tipiche merlature delle torri. 

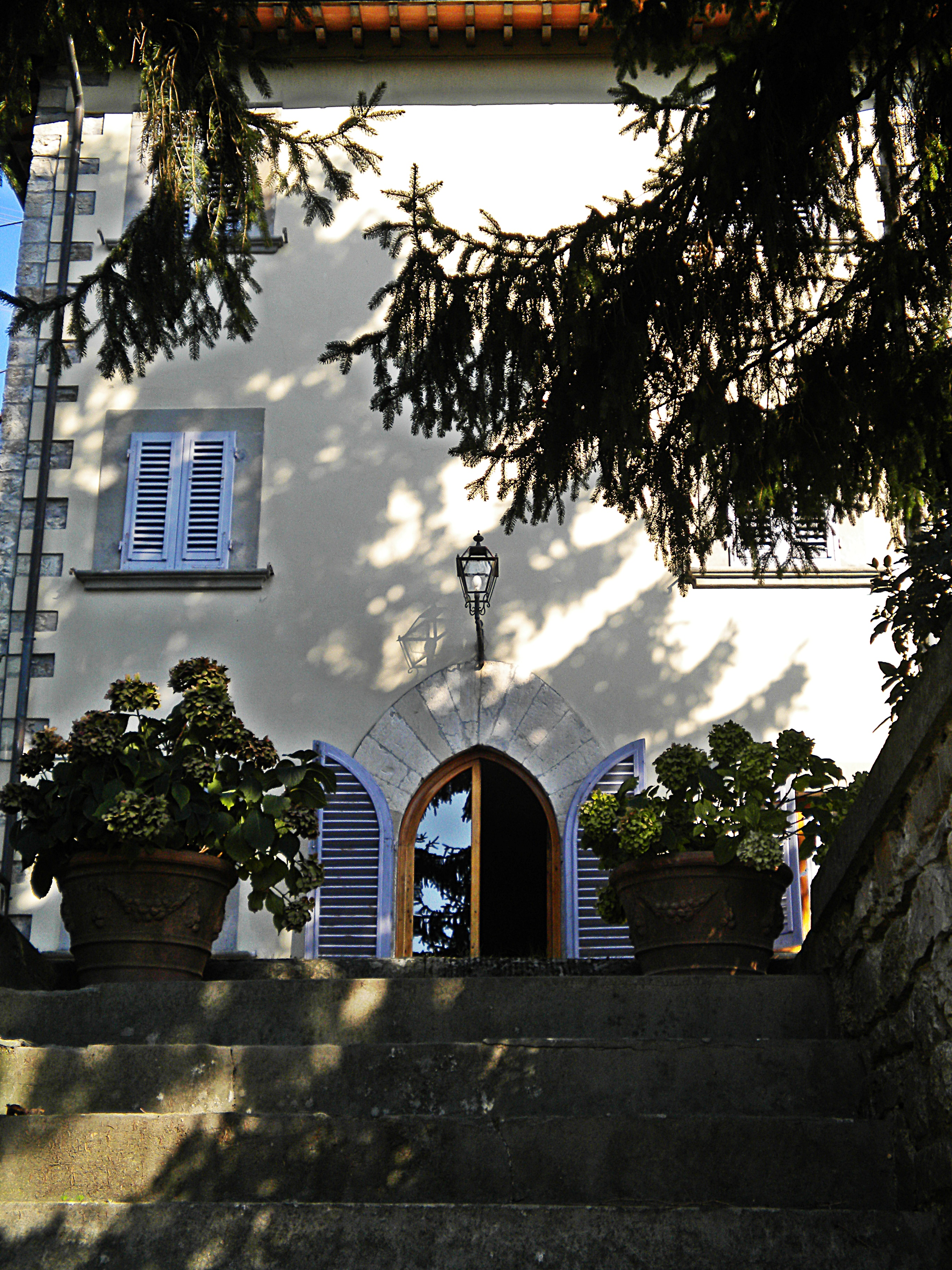
Villa Buonamici Migliorati